# Наоборот
«Наоборот» (À rebours) — роман французского писателя Жориса Карла Гюисманса (1884), который воплотил характерные настроения «конца века» и прославился как «библия декадента». В романе практически отсутствует действие, а вместо сюжета читателю предъявляется каталог пристрастий и антипатий пресыщенного жизнью декадента.

## Содержание
Герцог Жан дез Эссент — чудак и эстет, болезненный антигерой, последний представитель вырождающегося рода. Испытывая к окружающему буржуазному миру одно отвращение, дез Эссент продаёт замок предков и приобретает загородный дом в Фонтене-о-Роз, где предается утонченным и извращённым удовольствиям. Здесь он «творит пьянящие „симфонии запахов“, неестественные, не встречающиеся в природе сочетания красок, изобретает небывалые остро-пряные кушанья». «Воображение должно заменить вульгарную реальность фактов» — руководствуясь этим принципом, дез Эссент преображает свой дом в искусственный, насквозь эстетизированный рай.
Герцог наполняет свою библиотеку романами Петрония и Апулея (живших, когда античный мир клонился к закату), некрофильскими рассказами Эдгара По, чувственными романами вроде «Саламбо», сочинениями Барбе д’Оревильи, Бодлера, Верлена и Малларме. По стенам развешивает картины Гюстава Моро и Одилона Редона. Он мечтает, как будет радовать его взгляд черепаха с панцирем, инкрустированным драгоценными камнями, ползая по изысканным коврам павильона, однако животное издыхает под тяжестью бриллиантов. Начитавшись романов Диккенса, дез Эссент собирается посетить Лондон, но возвращается с вокзала, решив, что путешествовать лучше в своём воображении, ибо реальность неизбежно разочаровывает. Он предаётся воспоминаниям о связях с женщинами, которые напоминают мужчин. В конце концов декаденту изменяет здоровье, и из-за болей в желудке он переходит к искусственному питанию, втайне радуясь, что на этом достиг «предела искусственности».

## Замысел и реализация
Гюисманс получил известность натуралистическими романами в манере Золя, старательно документировавшими прозябание пролетариев на дне буржуазного общества. В 1883 году он услышал от поэта Малларме рассказ о том, как тот посетил уединённую виллу модного денди Робера де Монтескье. Если верить воспоминаниям самого Монтескье, Малларме «потерял дар речи при виде этой пещеры Али-Бабы»:

Немногочисленные подсвечники скудно освещали комнаты, однако в мерцающем свете Малларме разглядел, что дверной колокольчик был принесён из церкви, что одна комната была обставлена в подражание келье монаха, а другая — каюте яхты, что в третьей стояла церковная кафедра в стиле Людовика XV, три или четыре скамьи из собора и фрагмент отделки алтаря. Ему показали также сани, живописно водружённые на белоснежную шкуру медведя, собрание редких книг в обложках подобранных друг к другу оттенков и останки несчастной черепахи с позолоченным панцирем.
Гюисманс увидел в утончённых вкусах «наперекор природе» своеобразную примету своего времени. Он начал записывать странные пристрастия (как собственные, так и знакомых) в рукописи под рабочим названием «Одинокий» (Seul). Замысел постепенно обрёл форму эклектичного «романа-анатомии» наподобие «Бувара и Пекюше» (1881). На успех столь бессюжетной книги Гюисманс не рассчитывал. Роман, действительно, вызвал оторопь у Золя, который упрекнул своего ученика в отходе от постулатов натурализма. Потеряв прежнюю публику и уважение коллег-натуралистов, Гюисманс, однако, обрёл новую читающую аудиторию.
На следующий же день после публикации романа (в мае 1884) к автору приехал с поздравлениями художник Уистлер. Восторженные рецензии опубликовали такие властители умов, как Поль Бурже и Леон Блуа. Роман «Наоборот» стал одной из самых резонансных и модных книг десятилетия. Этот гимн силам деструдо покорил Оскара Уайлда, который пропел ему хвалу в «Портрете Дориана Грея». Юный Поль Валери, как и многие другие молодые французы, сделал его своей настольной книгой. Сто лет спустя Серж Генсбур попробовал создать иронический аналог «Наоборот» (роман «Евгений Соколов», 1980).

## Значение

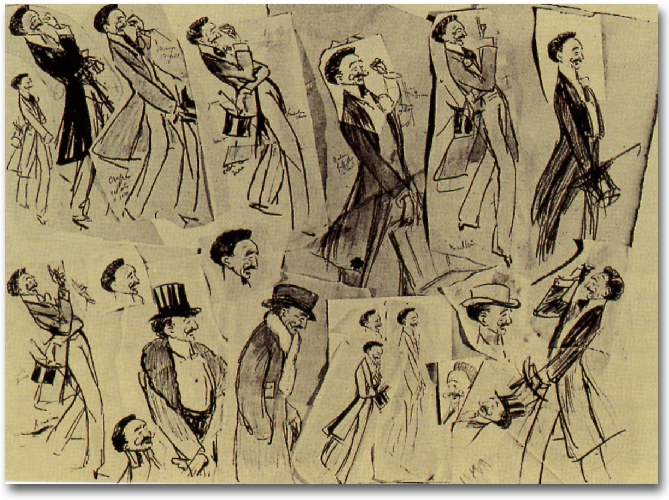
Шаржи на графа Робера де Монтескье (1891)

Хотя первым декадентским романом ныне принято считать «Сумерки богов» Элемира Буржа (1884), именно книга Гюисманса стала «той скалой, на которой было воздвигнуто здание декадентской беллетристики», а дез Эссент остался в истории как «исчерпывающее олицетворение декадентского сознания». Современный литературовед характеризует текст Гюисманса как наиболее влиятельное изложение доктрины декадентства, учебник декадентских вкусов и модель для других «вырожденческих» произведений искусства, включая ранние романы д’Аннунцио.

Символом бессмысленной, беспросветной, невыносимой жизни у Ж.-К. Гюисманса становится шопенгауэровский маятник, раскачивающийся между страданием и тоской. Герои Гюисманса, бегущие от зла и безысходности действительного мира, находят убежище в искусственном мире, реализованном через творчество. Именно в этом романе совершенно отчетливо воплощается тезис о приоритетности категории искусства по отношению к объективной действительности, который будет положен в основу русского варианта декадентской эстетики, утверждающего, что жизнь подражает искусству, а не наоборот.